# Peter Karow
Peter Karow (né le 11 novembre 1940) est un entrepreneur allemand, inventeur et développeur de logiciels. Il détient plusieurs brevets dans le domaine de la publication assistée par ordinateur (PAO) et est connu pour son travail sur les polices numériques. Il a contribué à plusieurs livres et à des brevets liés au développement de systèmes d’exploitation pour ordinateurs. Il est reconnu comme l’inventeur de la méthode de numérisation des contours de caractères utilisée pour la création des polices numériques,,,.

## Carrière
Il est né à Stargard dans la région de la Poméranie en Allemagne. Après avoir obtenu son diplôme d’enseignement secondaire en 1960 à Schöningen, près de Brunswick, il est entré à l’université de Hambourg pour y étudier la physique. Il s’est marié en 1969 et a deux enfants. Après l’obtention de son doctorat en 1971, il a cofondé l’entreprise URW Software & Type GmbH à Hambourg, (URW++). En 1975, son logiciel de typographie Ikarus a été présenté aux membres de l’Association typographique internationale à Varsovie. Celui-ci a, par la suite, été utilisé dans le monde entier pour la numérisation des polices de caractères. Entre 1975 et 1995, URW a numérisé un grand nombre de polices pour des entreprises comme IBM, Siemens, Daimler, Microsoft, Apple, Adobe, Linotype, Monotype, ainsi que de nombreuses entreprises japonaises.

## Contributions

### Numérisation de contours de polices de caractère (1972) avec Ikarus

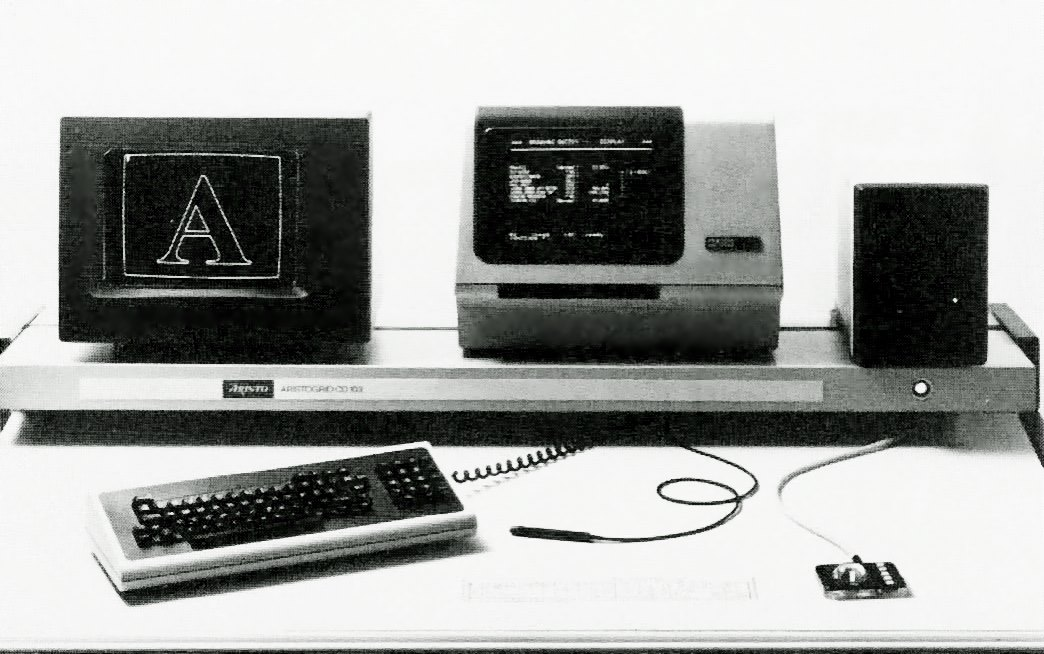
Tablette graphique (Digitizer) 1972

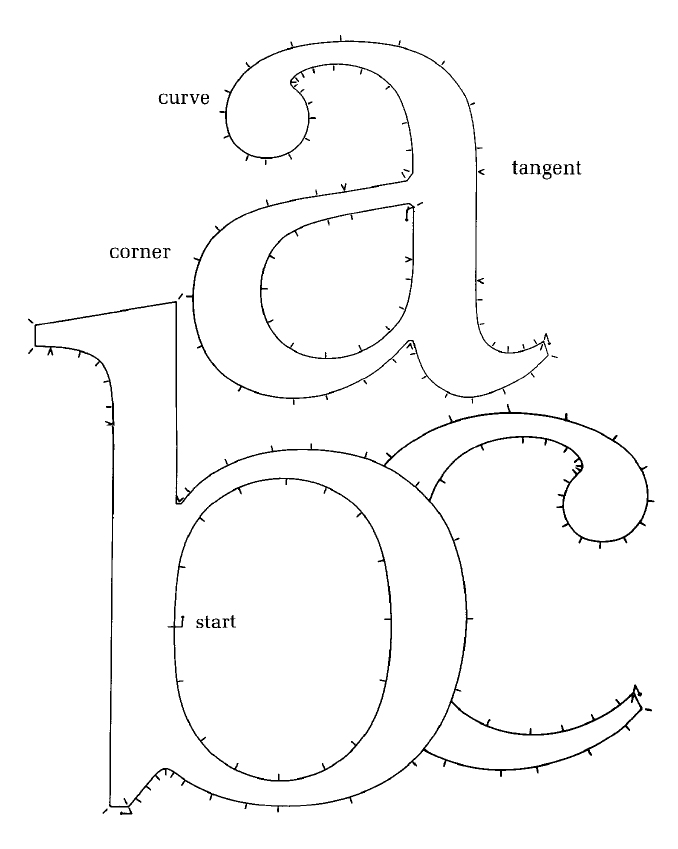
Contours de caractères sur Ikarus

Les contours de caractères seuls d’une hauteur d’environ 10 cm étaient numérisés par une tablette graphique Aristo, en marquant certains points de support avec le crosshair (début, coin, tangente et courbe) avec une précision au 1/100 de mm près. Cette invention, conjointement à une nouvelle structure de stockage et d‘encodage des caractères dans une police, a permis ainsi de modifier informatiquement les dimensions des caractères, mais également de tout type de signes graphiques, et de les rendre également disponibles pour d‘autres types de modifications graphiques.

### Calcul des premières variantes de polices (1973)

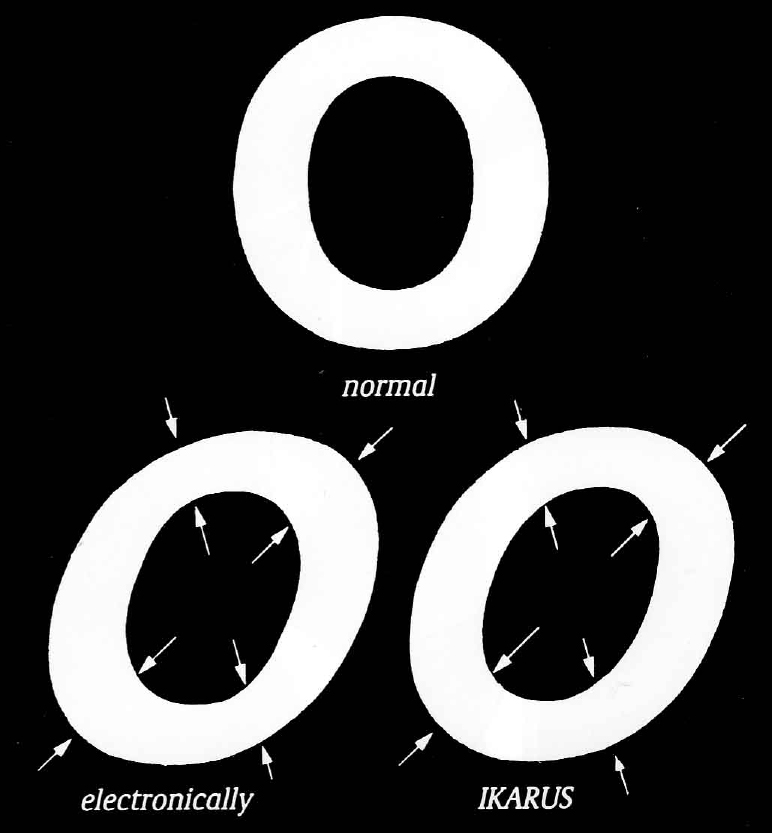
Correction automatique après inclinaison électronique

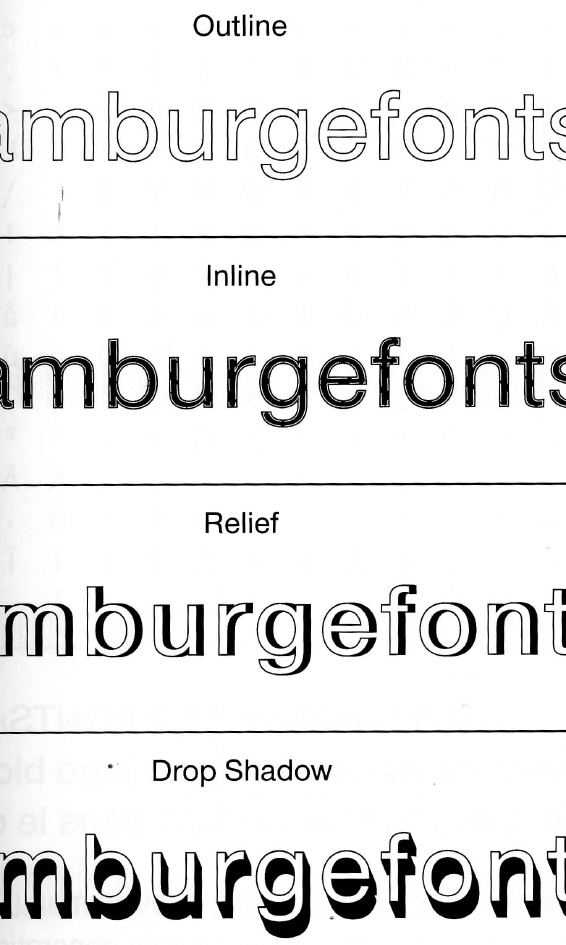
Variations de style calculées automatiquement 1973

Après que les rendus obtenus à partir des tablettes graphiques aient été corrects, et donc que les caractères obtenus étaient comparables aux originaux, d’autres logiciels ont été développés pour calculer les premières variations d‘une même police de caractère, par exemple l‘italique, le souligné ou l‘ombré.

### Interpolation de police de caractère (1973)

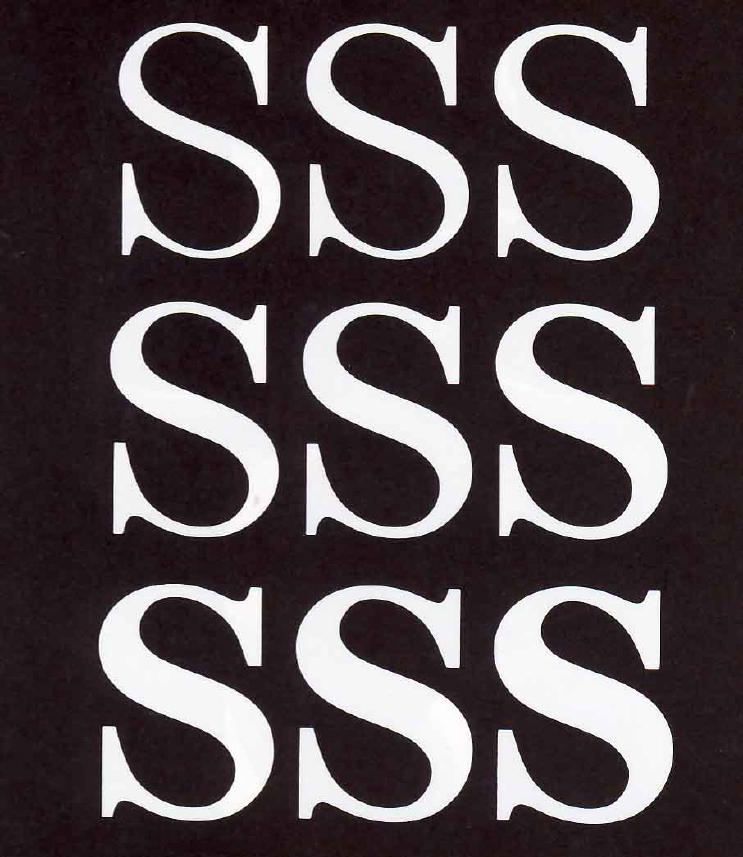
Interpolation de police

Un logiciel permettant de calculer des interpolations et des extrapolations entre une version light et une version bold d’une même police a ensuite été créé, ce qui a alors permis de créer d’autres variations de polices telles que l’ultra-light, le semi-bold ou l’extra-bold. Cette invention a drastiquement réduit le temps et les efforts nécessaires pour créer ces polices intermédiaires et a donc été très utilisé, particulièrement au Japon.

### Broderie de textes (1975)
En 1975, Peter Karow inventa un logiciel informatique pour la compagnie Gunold de Stockstadt en Allemagne, qui rendit la broderie de textes automatique possible dans le monde entier pour la première fois.

### Calcul des polices de caractères numériques (bitmap fonts) (1975)
Pour transcrire les caractères en langage électronique pour des appareils tels que les typographes électroniques, les imprimantes matricielles ou imprimantes laser ou plus particulièrement les écrans d'ordinateur, un calcul rapide du dessin de rendu des polices (bitmaps) en toutes tailles (résolution) est crucial. En 1965, le Dr Rudolf Hell inventa le Digiset, le premier typographe électronique. En 1970, Xerox lança la première imprimante laser compacte, et trois ans plus tard, le premier PC fut développé avec une interface graphique utilisant des trames pré-enregistrées pour créer un signal vidéo.

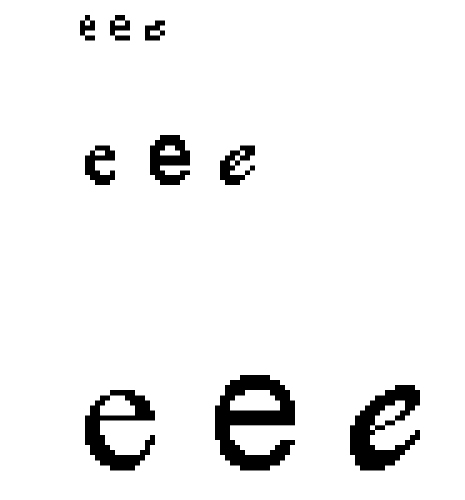
Rastérisation contrôlée et optimisée

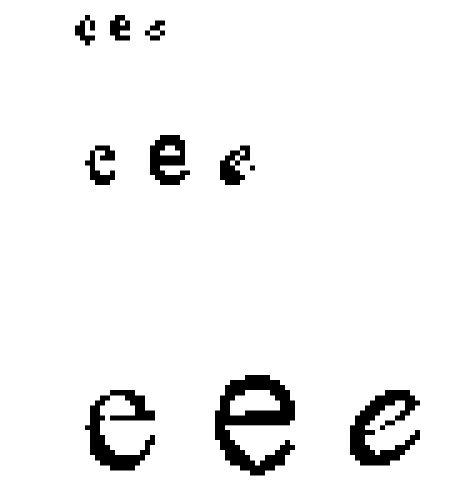
Distorsion avec une rastérisation aléatoire

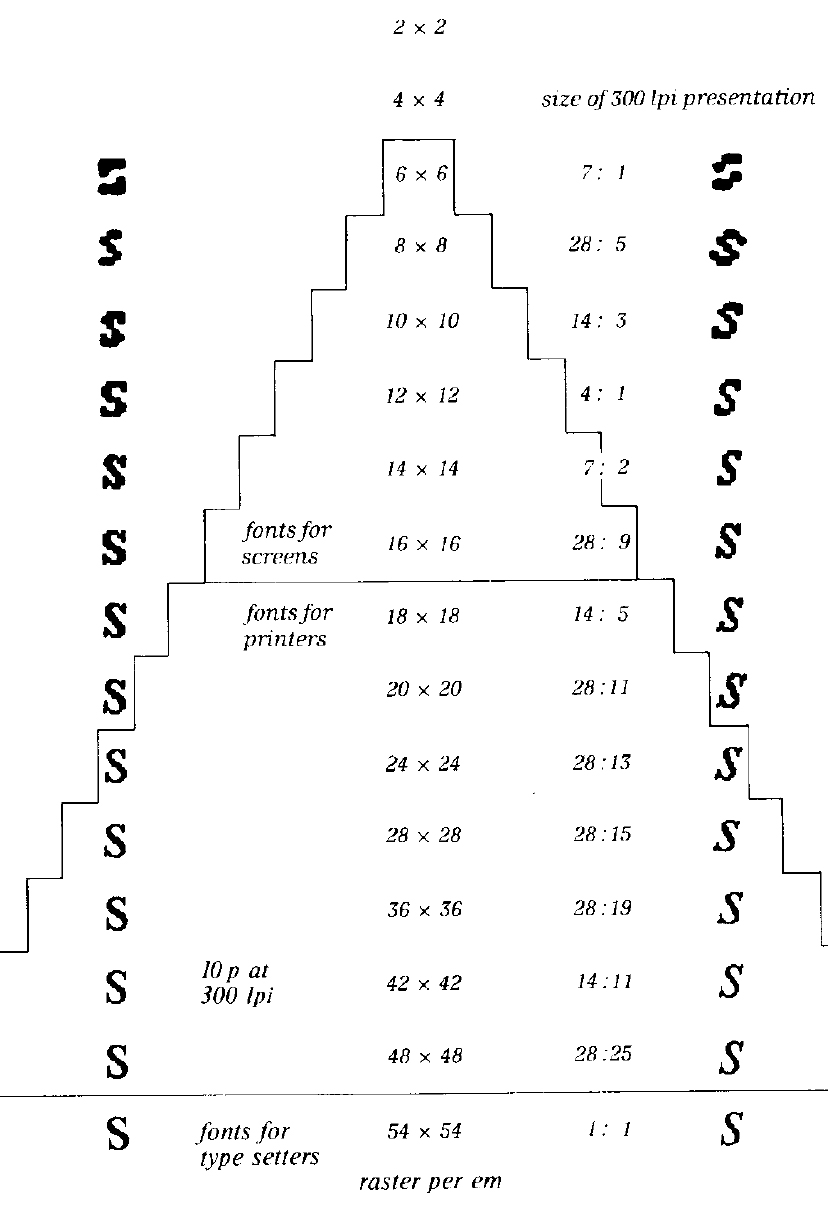
Calculs automatiques de polices

### Optimisation de rendu de caractères ("hinting") (1975)
Peter Karow se rendit compte rapidement que, pour les petits corps, le calcul simpliste des trames créait des lettres très distordues par la rastérisation aléatoire. Afin de traiter ces problèmes, il créa une information additionnelle pour mieux préserver les caractéristiques des lettres tels que leurs traits linéaires verticaux et horizontaux, leurs traits courbés, ou leurs empattements et leur classification au regard des majuscules ou des minuscules. Ceci facilita la création et l’amélioration des trames qui ont pu ensuite être utilisées comme polices numériques (bitmap fonts) pour des imprimantes matricielles ou laser et des typographes électroniques. En 1985, en se basant sur ce concept, John Warnock et Bill Caxton de l’entreprise Adobe développèrent le « hinting on the fly » pour les polices de type PostScript (Adobe Type Manager), ce qui permit alors d‘utiliser les polices de caractère les plus courantes sur n’importe quel ordinateur, imprimante ou typographe. En 1988, Peter Karow travailla en tant que conseiller pour Apple durant le développement de l’optimisation de rendu des polices de caractère TrueType. En 1992, cette méthode de codage de polices fut adoptée par Microsoft. Cinq ans plus tard, ces deux technologies de codage de polices furent combinées sous le nom d’OpenType.

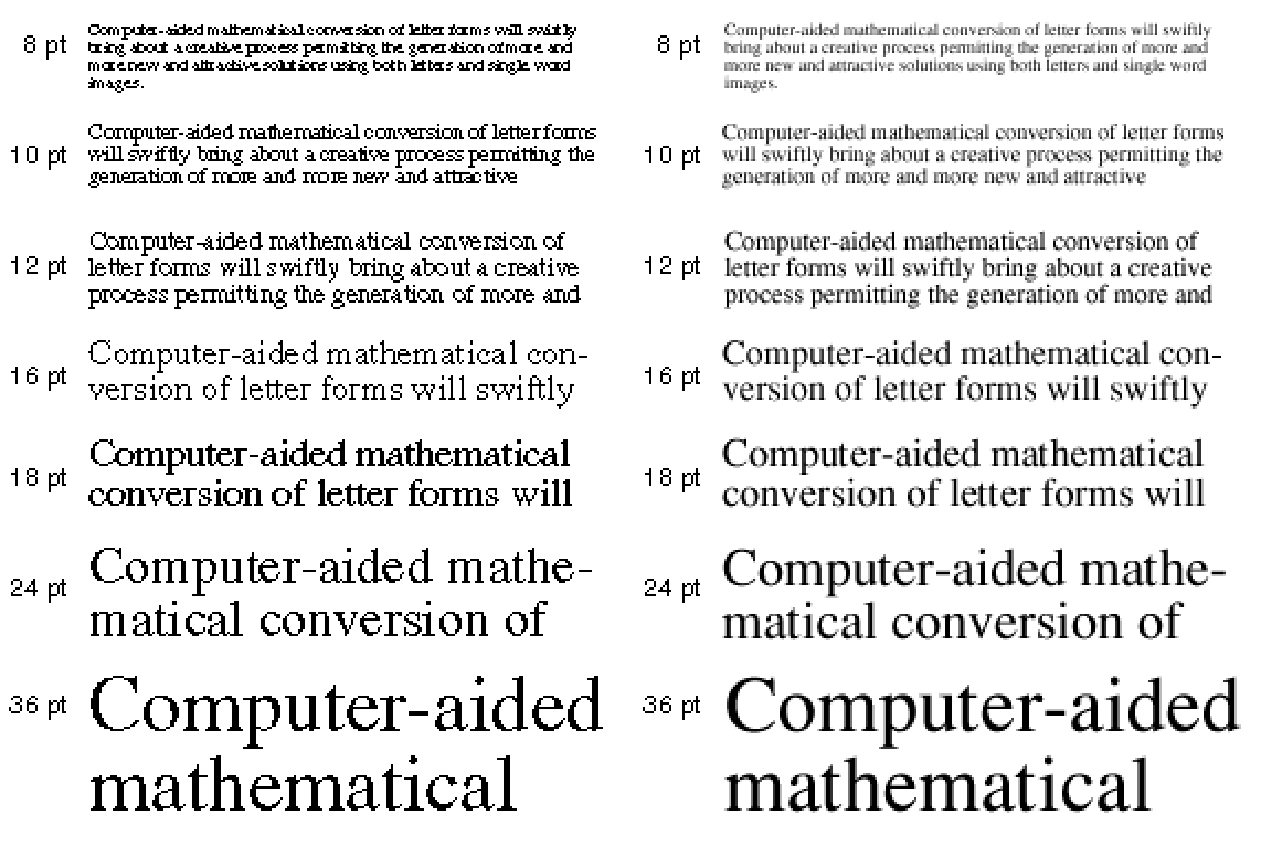
Sans (gauche) versus avec (droit) nuances de gris

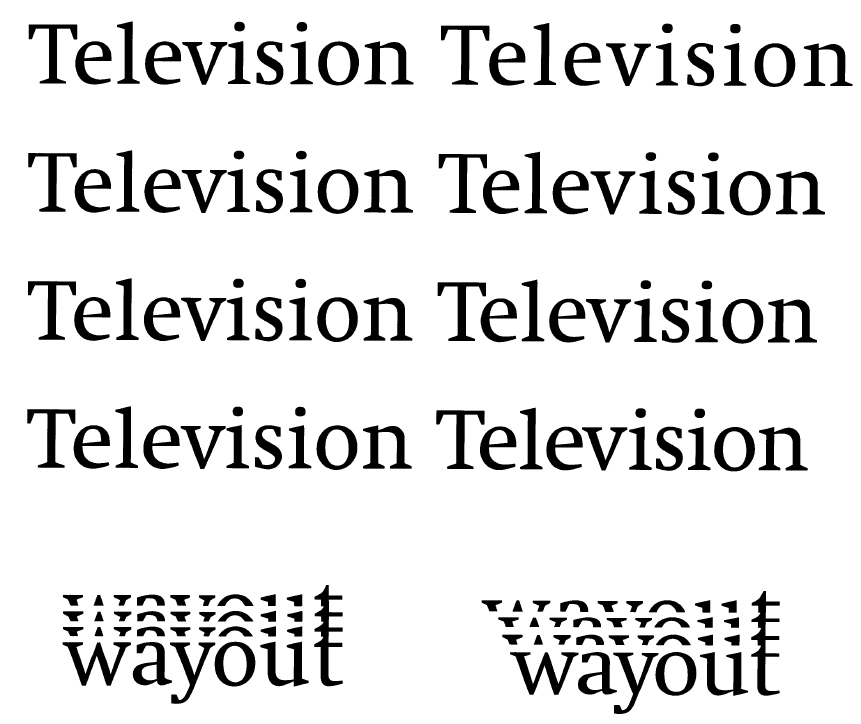
Avec (gauche) versus sans (gauche) crénage

### Crénage de caractères (1981)
De 1981 à 1991, en partenariat avec Margret Allbrecht de Hambourg, Peter Karow se consacra à l’automatisation du crénage, dont le calcul des valeurs permet d’affiner encore plus la qualité des typographies. Ces valeurs étaient jusque-là déterminées empiriquement par les designers de polices de caractère.

### Niveaux de gris des caractères, grayscaling (1981)
Au départ, les interfaces graphiques des écrans d‘ordinateurs n'affichaient que du noir et blanc, et par conséquent le visuel des caractères de petite taille était très mauvais à cause de leurs bords irréguliers. Peter Karow essaya de trouver une solution abordable permettant d’obtenir de meilleurs rendus en utilisant des niveaux de gris (grayscale) au lieu du simple noir et blanc pour dessiner les lettres, mais cette solution ne fut pas immédiatement mise en pratique. C‘est seulement en 1995 qu’Adobe tint compte de cette idée et utilisa les niveaux de gris dans son programme Adobe Acrobat pour afficher du texte sur les écrans d‘ordinateurs. Aujourd’hui, tous les visuels de caractères utilisent des niveaux de gris pour assouplir leurs contours,,.

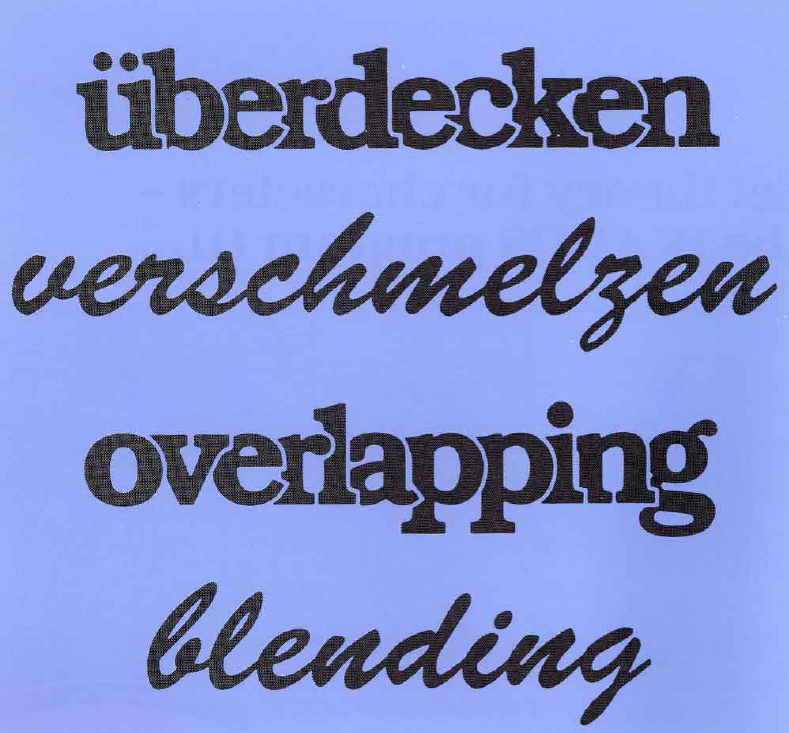
Variantes de crénage avec le Signus system

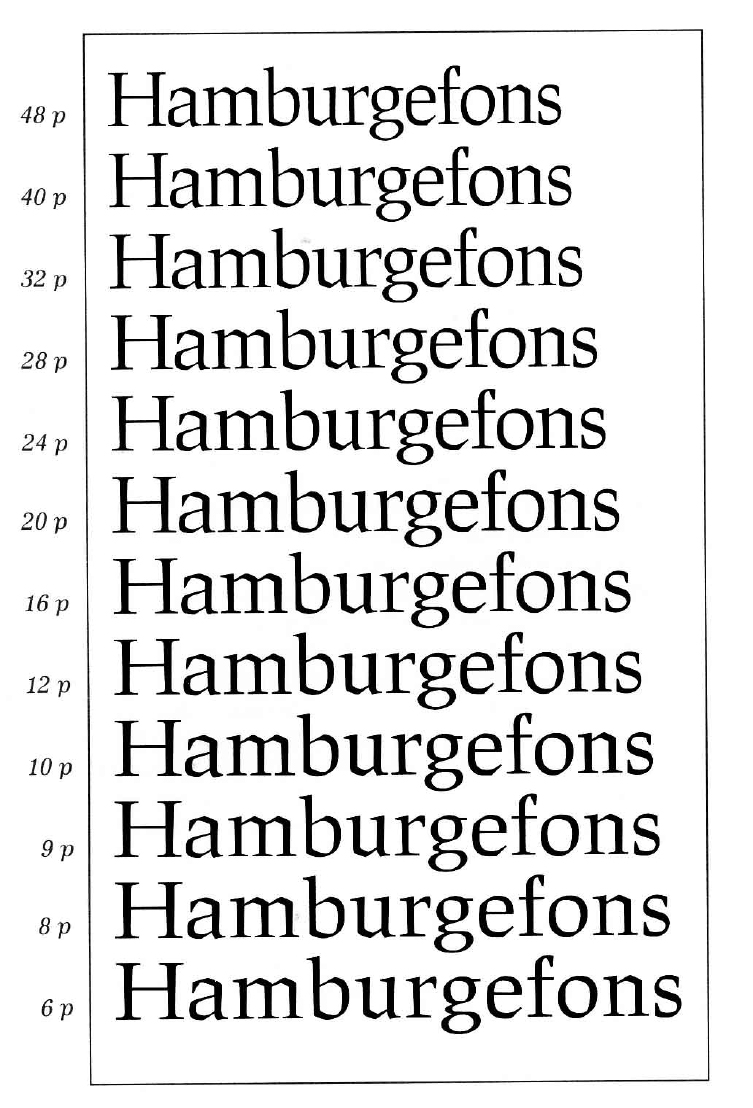
Echelonnage individuel par taille

### Signus System (1983)
En 1983, le programme Ikarus devint le Signus System, un système qui permettait de découper et d’utiliser du texte, des logos et d’autres signes graphiques sur du film adhésif pour un usage publicitaire sur panneaux d’affichage. Aujourd’hui, cette technologie de signalisation est connue sous le nom d’« écriture informatique ».

### Échelonnage optique des polices, Optical scaling (1991)
La typographie par du métal chauffé utilisait dans ses premiers temps ce dénommé « échelonnage optique », quand les polices de caractère avaient des formes un peu audacieuses ou épaisses dans les tailles très petites. Par des calculs analogues, Peter Karow avait trouvé une méthode pour ajuster automatiquement ces polices à dans certaines tailles. De nos jours, cette technique n’est cependant plus très souvent utilisée.

### Éléments de séparation des caractères Kanji, Élément de séparation (1992)
L’entreprise japonaise Fujitsu recruta Peter Karow et Jürgen Willrodt de Hambourg pour développer une méthode qui décomposerait les caractères Kanji en éléments simples. Cette méthode permis de stocker la police Kanji en utilisant seulement 20% de l’espace de stockage utilisé auparavant sans entraîner aucune perte en ré-assemblant les éléments entre eux.

### Justification de paragraphe (1992)

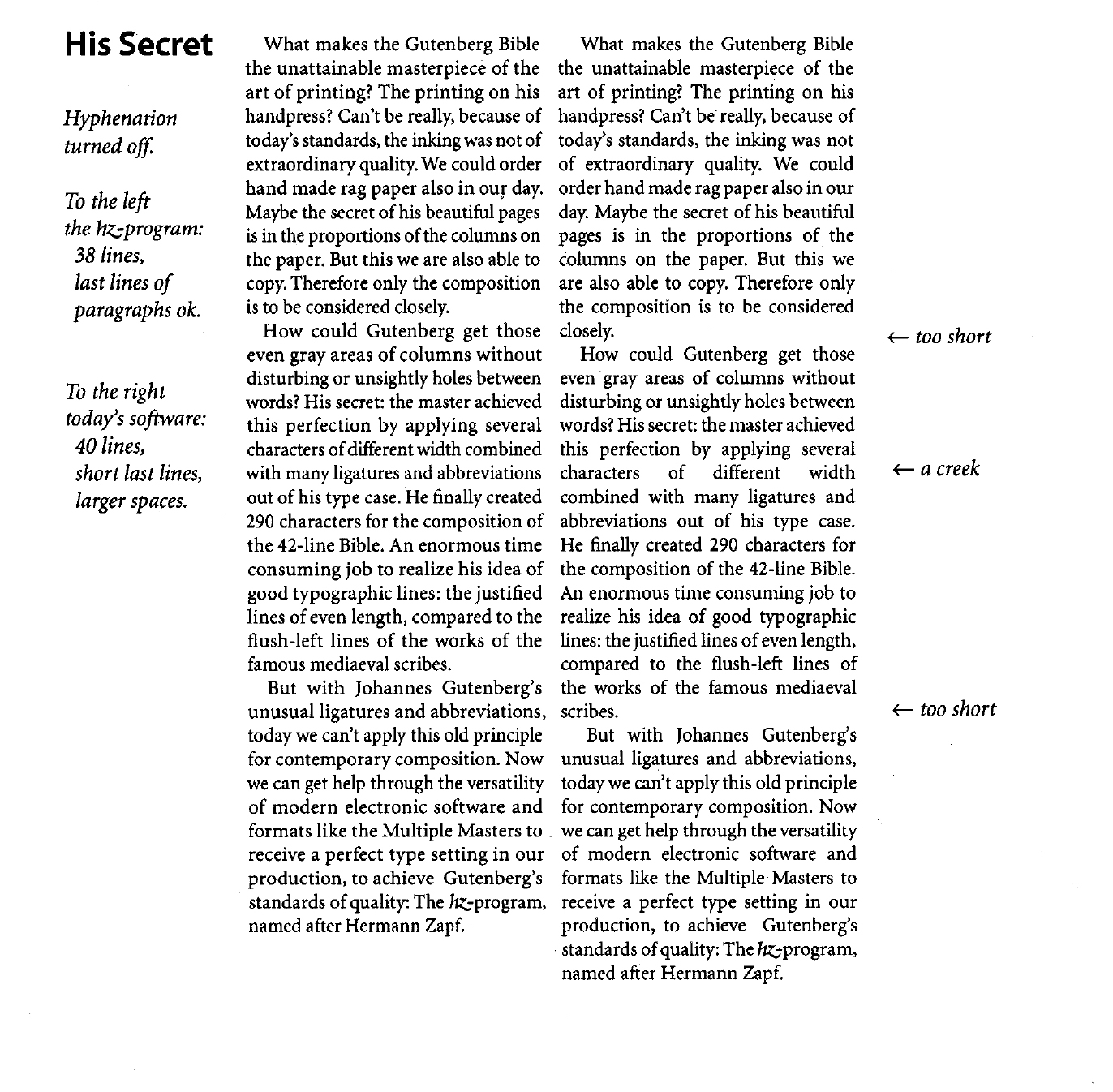
Justification de paragraphe avec le Hz-program

En 1992, Peter Karow développa le Hz-program (en), et l’automatisation de la justification de paragraphe, en collaboration avec le célèbre typographe Hermann Zapf et Margret Albrecht. L’optimisation de la justification de paragraphe fut mise en œuvre en couplant un algorithme créé par Donald Knuth ensemble avec le crénage automatique et l’échelonnage optique. En 1995, ces idées sous-jacentes ont été acquis par la société Adobe, qui les incorpora à son programme InDesign,.

### Justification de chapitre (1995)
Conjointement au développement de la justification de paragraphe, Peter Karow et Margret Albrecht commencèrent à travailler sur une justification automatique de chapitre. Il réussirent à faire en sorte que chaque chapitre de livre commence toujours sur une page de droite (recto) et finisse sur une page gauche (verso) et à éviter ainsi l‘apparition de lignes veuves et orphelines. En 1996, un brevet a été déposé pour cette méthode par l‘entreprise Adobe, et n’a encore été utilisé dans aucun programme de typographie.

### AdZyklopädie (1999)
Pour le compte de l’entreprise AdVision digital GmbH de Hambourg, Peter Karow développa l’AdZyklopädie, une archive numérique des annonces publicitaires récentes et anciennes publiées dans les journaux et magazines, à la télévision, sur internet, sur les panneaux publicitaires, dans les films et par emails. En 1999, le siège de la GWA (Association allemande des agences de communications) entra en collaboration avec l’entreprise AdVision digital GmbH pour fournir à tous ses membres et ses clients un outil efficace et compétitif disponible en ligne. Aujourd’hui, l’AdZyklopädie s‘est étendue en classant les annonces en budget publicitaire par produit, par marque, par entreprise, par pays et par période de temps.

## Distinctions
- 2003: Dr Peter Karow award for Font Technology & Digital Typography of the Dutch Type Library (DTL)[16]

## Publications
- Digital Typefaces. Springer-Verlag, Berlin Heidelberg New York Londres Paris Tokyo, 1994,  (ISBN 3-540-56509-4)
- Font Technology. Springer-Verlag, Berlin Heidelberg New York Londres Paris Tokyo, 1994,  (ISBN 3-540-57223-6)
- Typeface Statistics. URW Verlag, Hambourg, 1993,  (ISBN 3-926515-08-2)
- PrintWorks. URW Verlag, Hambourg, 1994,  (ISBN 3-926515-13-9)
- EuroWorks. URW Verlag, Hambourg, 1994,  (ISBN 3-926515-11-2)
- Шрифтовые технологии. Описание и инструментарий. Издательство «Мир», Moscou, 2001,  (ISBN 5-03-003360-2)